# Peter Barfuß
Peter Barfuß (* 11. April 1944) ist ein ehemaliger deutscher Fußballspieler. In der Saison 1966/67 bestritt er als Amateur ein Bundesligaspiel für den Hamburger SV.

## Karriere
In der Jugend von TuS Hamburg 1880 hatte Barfuß mit dem Fußball angefangen und war auch die ersten Jahre im Seniorenbereich aktiv gewesen. Ab der Saison 1964/65 spielte er in der Amateurmannschaft des Hamburger SV. Der Abwehrspieler Peter Barfuß spielte in der Saison 1966/67 mit der Amateurmannschaft des Hamburger SV in der Landesliga Hamburg. Für den Lizenzspielerkader hatte der Technische Direktor Georg Knöpfle mit Hans Schulz, Hans-Jürgen Hellfritz, Elmar May, Peter Rohrschneider (HSV-Jugend) und Reinhard Löffler von den HSV-Amateuren mehrere neue Spieler verpflichtet. Durch einen personellen Engpass kam Barfuß am 28. Spieltag, als der HSV beim MSV Duisburg mit 1:2 verlor, zu seinem einzigen Bundesligaeinsatz. Der damalige HSV-Trainer Josef Schneider musste beim Spiel in Duisburg auf die Stammspieler Horst Schnoor, Jürgen Kurbjuhn, Harry Bähre und Uwe Seeler verzichten und brachte deshalb neben dem HSV-Amateur Barfuß auch noch Erhard Schwerin (im Tor), Dieter Strauß, Reinhard Löffler und Peter Rohrschneider zum Einsatz. In der Bundesliga Chronik wird zum Spiel in Duisburg notiert: „Die Hamburger waren taktisch auf das Verschleppen des Tempos und dem Zerstören des Duisburger Aufbauspiels eingestellt. Gert Dörfel war noch der einzige, der für etwas Entlastung und Gefahr vor dem Meidericher Tor sorgte.“
Knöpfle bemerkte nach der 1:2-Niederlage beim MSV Duisburg:: „Nichts gegen den Peter Barfuß – er hat seine Sache gar nicht einmal so schlecht gemacht. Aber unter normalen Umständen hätte er doch wohl keine Chance in der ersten Mannschaft zu stehen.“ Barfuß selbst wird an gleicher Stelle im Rückblick wie folgt zitiert „Manche von uns [Spieler der HSV-Amateure] waren wirklich nicht schlechter als einige der alten Vögel, die sie damals eingekauft haben. Der Amateurkader sollte gefördert werden, und der Trainer sah sich auch jedes Spiel an, aber im Grunde war man zu der Zeit immer darauf bedacht, für die Bundesliga Leute von außen zu holen, und wenn es irgendwelche biederen Abwehrspieler waren, Beinbrecher, die kaum geradeaus laufen konnten.“
In der Saison 1968/69 kehrte Barfuß für eine Runde zu seinem Heimatverein TuS Hamburg zurück, spielte danach drei Jahre bei der SpVgg Blankenese, ehe er von 1972 bis 1977 seine Karriere bei TuS Holstein Quickborn ausklingen ließ. In späteren Jahren verschrieb er sich dem Tennissport.